# Фэт Майк
Майкл Джон Бёрке́тт (англ. Michael John Burkett; род. 16 января 1967, Лос-Анджелес, Калифорния), более известный под сценическим именем Фэт Майк (англ. Fat Mike, с англ. — «Толстый Майк») — американский музыкант и продюсер. Он является басистом и вокалистом панк-рок группы NOFX и басистом супергруппы Me First and the Gimme Gimmes. Фэт Майк начинал со своей первой группой False Alarm в 1982 году. Он считает, что Джо Эскаланте из группы The Vandals познакомил его с панк-роком, когда ему было 13 лет, в летнем лагере.

## Биография
Музыкальное творчество Майк начал, ещё не окончив школу. Тогда он участвовал в группе False Alarm, но в 1983 эта группа распалась. В том же году Майк встречает Эрика Мелвина и Эрика Сэндина, которые организуют новую группу NOFX. Спустя некоторое время эта группа становится популярной, даже несмотря на то, что группа принципиально не появляется на MTV и не использует продюсеров. Вместе с этим Майк образует один из самых крупнейших независимых лейблов в Америке под названием Fat Wreck Chords, на котором выпускались многие известные группы, включая Rise Against. Также Майк был организатором тура под провокационным названием «Rock Against Bush tour», («Рок против Буша»). Цель этого тура была в том, чтобы найти молодых талантливых музыкантов, а также изгнать Джорджа Буша с поста президента США. Майк развелся со своей женой Эрин, с которой прожил 17 лет. У них есть дочь Дарла.
Толстый Майк получил своё прозвище после того как потолстел в колледже. Сейчас Майк вовсе не толст, но прозвище настолько прижилось, что Майк менять его не хочет.

## Дискография
За время существования группа выпустила 13 студийных альбомов, два концертных альбома, 11 миньонов, 11 синглов, а также приняла участие в двух сплитах и трёх сборниках, в 1994 году вышел единственный видеосборник группы.

### Синглы
- 1992 — Liza and Louise (Fat Wreck Chords)
- 1994 — Don’t Call Me White (Fat Wreck Chords)
- 1995 — HOFX (Fat Wreck Chords)
- 1996 — All of Me (Fat Wreck Chords)
- 1999 — Timmy the Turtle (Fat Wreck Chords)
- 1999 — Louise and Liza (Fat Wreck Chords)
- 2000 — Pods and Gods (Fat Wreck Chords)
- 2000 — Bottles to the Ground (Epitaph)
- 2001 — Fat Club 7 (Fat Wreck Chords)
- 2003 — 13 Stitches (Fat Wreck Chords)
- 2005 — 7" of the Month Club (Fat Wreck Chords)

### Студийные альбомы
| Дата релиза | Название                             | Лейбл            | Продажи | Позиции в чартах   | Сертификация                |
| ----------- | ------------------------------------ | ---------------- | ------- | ------------------ | --------------------------- |
| 1988        | Liberal Animation*                   | Epitaph Records  |         |                    |                             |
| 1989        | S&M Airlines                         | Epitaph          |         |                    |                             |
| 1991        | Ribbed                               | Epitaph          |         |                    |                             |
| 1992        | White Trash, Two Heebs and a Bean    | Epitaph          |         |                    |                             |
| 1994        | Punk in Drublic                      | Epitaph          |         | 12 (Heatseekers)   | RIAA: золотой CRIA: золотой |
| 1996        | Heavy Petting Zoo                    | Epitaph          |         | 63 (Billboard 200) |                             |
| 1997        | So Long and Thanks for All the Shoes | Epitaph          |         | 79 (Billboard 200) | CRIA: Золотой               |
| 2000        | Pump up the Valuum                   | Epitaph          |         | 61 (Billboard 200) |                             |
| 2003        | The War on Errorism                  | Fat Wreck Chords |         | 44 (Billboard 200) |                             |
| 2006        | Wolves in Wolves' Clothing           | Fat Wreck Chords |         | 46 (Billboard 200) |                             |
| 2007        | They've Actually Gotten Worse Live!  |                  |         |                    |                             |
| 2009        | Coaster                              | Fat Wreck Chords |         |                    |                             |
| 2012        | Self Entitled                        | Fat Wreck Chords |         |                    |                             |
| 2016        | First Ditch Effort                   | Fat Wreck Chords |         |                    |                             |

- первоначально 1988, переиздан Epitaph в 1991 году